# Ragnar Löfstedt
Ragnar E. Löfstedt, född 1964, är en svensk-amerikansk-brittisk vetenskapsman.
Löfstedt har sin utbildning från University of California, Los Angeles och avlade sin doktorsexamen vid Clark University, Massachusetts. Efter en postdoktorat vid Risk, Society and Policy Group vid International Institute for Applied Systems Analysis (IIASA) i Laxenburg i Österrike kom han till universitetet i Surrey och 2002 till King's College London, där han är professor i risk management vid och föreståndare för King’s Centre for Risk Management.
Löfstedts forskning är främst inriktad på förnybar energi, gränsöverskridande miljöfrågor (surt regn och kärnkraft), hälsa och säkerhet, telekommunikation, biosäkerhet, läkemedel, lokalisering av förbränningsanläggningar, drivmedel, politik, kärnkraftsanläggningar, avfall och järnvägar. Han har flera internationella forskningssamarbeten, bland annat med vid Mittuniversitetets centrum för risk- och krisforskning (Risk and Crisis Research center, RCR).
Löfstedt tilldelades år 2002, som förste icke-amerikan, priset Chauncey Starr Award for exceptional contributions to the field of risk analysis for someone under the age of 40 av riskanalyssällskapet Society for Risk Analysis (SRA). Han blev ledamot i SRA 2005 och fick 2006 sällskapets Outstanding Service Award.